# 佐賀県立大和特別支援学校
佐賀県立大和特別支援学校（さがけんりつ やまととくべつしえんがっこう）は、佐賀県佐賀市大和町にある県立の特別支援学校。知的障害児を教育対象とする。

## 概要
歴史
1973年（昭和48年）に「佐賀県立大和養護学校」として開校。現校名になったのは2011年（平成23年）。2013年（平成25年）に創立40周年を迎えた。
学部
- 小学部
- 中学部
- 高等部
- 訪問教育

高等部には、普通コース・職業コース（2年次から）ある。
校章
中央に「養」の文字が入っている。
校歌
1975年（昭和50年）制定。作詞は水町定次、作曲は宮島恵美子による。歌詞は3番まであり、各番とも旧校名の「大和養護」が入っている。

## 沿革
- 1972年（昭和47年）7月 - 学校名が決定。
- 1973年（昭和48年）4月1日 - 「佐賀県立大和養護学校」が開校。小学部（6学級）と中学部（3学級）を設置。
- 1974年（昭和49年）6月 - 中学部棟と特別教室棟が完成。
- 1975年（昭和50年）
  - 2月 - 体育館が完成。
  - 2月16日 - 校歌を制定。
  - 4月1日 - 高等部を設置。
- 1977年（昭和52年）3月 - 高等部棟が完成。
- 1979年（昭和54年）4月1日 - 義務化により訪問教育学級を設置。
- 1983年（昭和58年）4月1日 - 小学部と中学部に1学級ずつ重複学級を設置。
- 1985年（昭和60年）3月20日 - プールが完成。
- 1996年（平成8年）4月1日 - 高等部に重複学級を設置。
- 2011年（平成23年）
  - 3月31日 - 肥前精神医療センターでの訪問教育を佐賀県立中原特別支援学校に移管。
  - 4月1日 - 「佐賀県立大和特別支援学校」（現校名）に改称。

## 交通
最寄りのバス停
- 昭和バス 「大和特別支援学校前」バス停

最寄りの道路
- 佐賀県道48号佐賀外環状線
- 校地のそばを長崎自動車道が通っている（インターチェンジ〈佐賀大和IC〉は遠い）。

## 周辺
- 佐賀市立川上小学校
- 佐賀市立春日北小学校
- 佐賀市立春日小学校
- 佐賀市立大和中学校
- 大和中央公園
- 川上幼稚園
- 大和勤労者体育センター